# The Ister
Pour plus de détails, voir Fiche technique et Distribution.
The Ister est un film documentaire australien sur le philosophe allemand Martin Heidegger, réalisé par David Barison et Daniel Ross, sorti en 2004.

## Sources
The Ister a été inspiré par une conférence donnée en 1942 par Heidegger et publiée en 1984 à propos du poème de Friedrich Hölderlin Der Ister, inspiré du fleuve Danube.
Le film est un voyage à travers l'Europe depuis le delta de la Mer Noire en Roumanie et remontant le cours du Danube jusqu'à sa source en Bade-Wurtemberg près de la ville de Fribourg dans laquelle le philosophe étudia puis enseigna aux côtés de Edmund Husserl.
Ce voyage est le prétexte d'une discussion autour de la philosophie d'Heidegger, Hölderlin et de la philosophie au travers de différents sujets : les rapports du Temps et de la Technique, la Grèce antique à travers mythe de Prométhée et d'Épiméthée, la Poésie, Mythe et Logos, le Nazisme et l'Holocauste, la Polis, Sophocle et Antigone, le rapport d'Heidegger avec son maître Edmund Husserl, le Dasein et le principe d'indétermination.
Cette discussion au long du Danube croise également les chemins de la Bataille de Vukovar en 1991, et du Bombardement de la RFY par l'OTAN en 1999, d'Agnes Bernauer.

## Intervenants
The Ister contient de longues interventions des philosophes français Bernard Stiegler, Jean-Luc Nancy et Philippe Lacoue-Labarthe, ainsi que du réalisateur allemand Hans-Jürgen Syberberg.

## Structure
The Ister est divisé en cinq chapitres, plus un prologue et un épilogue
- Prologue. Le mythe de Prométhée, ou la naissance de la technique "Bernard Stiegler raconte le mythe de Prométhée."
- Chapitre 1. Maintenant vient le feu! "Où le philosophe Bernard Stiegler conjugue technique et temps et nous guide de l'embouchure du Danube à la ville de Vukovar en Croatie."
- Chapitre 2. Ici nous souhaitons construire. "Où le philosophe Jean-Luc Nancy aborde la question de la politique et nous guide à travers la République de Hongrie."
- Chapitre 3. Quand l'essai est passée. "Où le philosophe Philippe Lacoue-Labarthe nous conduit de la technopolis de Vienne jusqu'aux profondeurs du camp de concentration de Mauthausen, confrontant la déclaration la plus provocante d'Heidegger sur la technique."
- Chapitre 4. The rock has need of cuts . "Où le philosophe Bernard Stiegler revient nous guider plus loin dans la question de la mortalité et de l'histoire, alors que nous ressortons de Mauthausen vers le Hall de la libération."
- Chapitre 5. Ce que la rivière fait, personne ne le sait. "Où l'artiste et réalisateur allemand Hans-Jürgen Syberberg nous guide à travers le haut Danube, jusqu'à la source du fleuve et au-delà."
- Epilogue. Heidegger lit Hölderlin. Heidegger lit l'hymne d'Hölderlin, "Der Ister."